# Hoplophryne uluguruensis
Espèce
Statut de conservation UICN

 EN B1ab(iii) : En danger
Hoplophryne uluguruensis est une espèce d'amphibiens de la famille des Microhylidae.

## Répartition
Cette espèce est endémique de l'Est de la Tanzanie. Elle se rencontre dans les monts Uluguru et dans les monts Udzungwa,.

## Description
Hoplophryne uluguruensis mesure entre 17 et 25 mm pour les mâles et de 19 à 21 mm pour les femelles. Son dos est noir tacheté de gris argenté. Son ventre est brun sombre tacheté d'argent essentiellement au niveau du menton et de la gorge.

## Étymologie
Son nom d'espèce, composé de uluguru et du suffixe latin -ensis, « qui vit dans, qui habite », lui a été donné en référence au lieu de sa découverte.

## Publication originale
- Barbour & Loveridge, 1928 : A comparative study of the herpetological faunae of the Uluguru and Usambara Mountains, Tanganyika Territory with descriptions of new species. Memoirs of the Museum of Comparative Zoology, Cambridge, Massachusetts, vol. 50, no 2, p. 87-265 (texte intégral).